# موهیسم
موهیسم یا موئیسم با نام مستعار مدرسه منطق موهیسم (به چینی: 墨家; پین‌یین: Mòjiā; به معنای «مدرسه مو») یکی از فلسفه‌های باستانی چین است که به واسطهٔ منطقهای عقلانی و علم توسعه یافتهٔ دانشمندان تحت تأثیر نظرات موزی پدید آمد. رشد و رونق این جنبش در ۴۷۰ پیش از میلاد تا ۳۹۱ پیش از میلاد و در روزگار دولت‌های ستیزنده بود. اگرچه دانسته‌ها در باره بنیادگذار این مکتب اندک است، اما این تفکر تکامل یافت و در همان عصر در کنار آیین کنفوسیوس، تائوئیسم و لگالیسم به عنوان یکی از چهار مکتب اصلی مدارس فلسفی چین در بین سال‌های ۷۷۰ تا ۲۲۱ پیش از میلاد تدریس می‌شد. در این عصر موهیسم و کنفسیوسیسم رقیبان یکدیگر قلمداد می‌شدند. گرچه در کتب و منطق چینی موهیسم نفوذ بسیاری داشته‌است و بر تائویسم تأثیر گذاشته، لیکن امروز مدرسه مستقلی از آن وجود ندارد و به نوعی ناپدید شده‌است.

## منطق‌دانان
موهیست‌ها اغلب علاقه‌مند به حل مسائل منطقی بودند و این مدرسه در علم منطق اهتمام می‌ورزید. مورخانی مانند جوزف نیدهام معتقد هستند که این فلسفه در حال پیشرفت در بخش فلسفه علم بود که هیچگاه تکمیل نگشت لیکن برخی نیز این مکتب را متعصب می‌دانند.

## ریاضی‌دانان
موهیست کانن از مو جینگ جنبه‌های مختلف و بسیاری از زمینه‌های مرتبط با علوم فیزیکی و گنجینه‌ای اطلاعاتی از ریاضیات را توصیف کرده‌است. این ارائه ساختار اتمی را ارائه می‌دهد که مواد از عناصر خُرد تقسیم‌نشدنی به وجود آمده‌اند. توصیفات مو جینگ مشابه ارائه‌های دموکریت بوده‌است.

## کتابشناسی
- Needham, Joseph (1986). Mathematics and the Sciences of the Heavens and the Earth. Science and Civilisation in China. Vol. 3. Taipei, Taiwan: Caves Books.